# Filipe I, Duque da Borgonha
Filipe I da Borgonha (Rouvres-en-Plaine, agosto de 1346 — 21 de novembro de 1361), também conhecido como Filipe de Rouvres foi um nobre francês, e o Duque da Borgonha de 1349 até à sua morte, o último Capetiano a ocupar o lugar. Era o único filho de Filipe da Borgonha, herdeiro do duque Eudes IV, e de Joana, Condessa de Auvergne e da Bolonha. Em 1349, com apenas três anos, sucedeu ao avô numa vasta porção da Europa que incluía não só os territórios da Borgonha, mas também a herança da sua mãe.
Em 1357, Filipe de Rouvres aumentou ainda mais os seus domínios ao casar com Margarida III da Flandres, herdeira de Luis II, Conde da Flandres e dos Condados de Nevers, de Rethel, de Artésia, da Flandres, bem como os Ducados de Brabante e Limburg. No entanto, antes do casamento ser consumado, Filipe morreu numa epidemia de peste negra, sem herdeiros directos. O Ducado da Borgonha reverteu então para o rei João II de França, enquanto que Auvergne e Bolonha foram herdados por um tio-avô materno, João de Bolonha. Esta transmissão de herança não foi pacífica visto que Carlos II d'Evreux, Rei de Navarra e inimigo político de João II de França, disputou o processo por considerar que tinha direito à Borgonha. Carlos II era descendente do Duque Roberto II, por via da avó Margarida da Borgonha e mulher de Luis X de França. João II resolveu o problema em 1363 ao doar o título e terras do Duque da Borgonha ao seu filho preferido, Filipe de Valois.